# نردبان

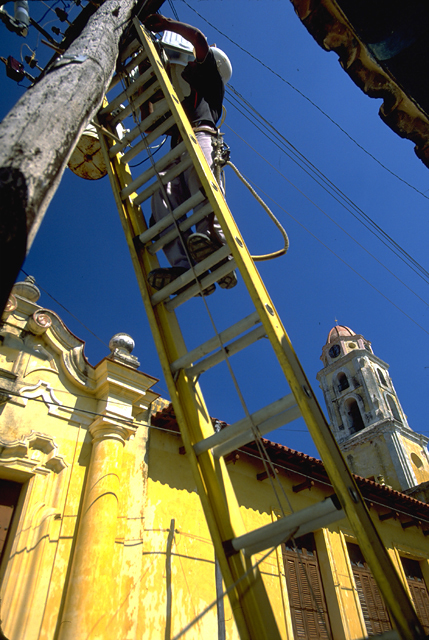
یک نردبان

نردبان دو قطعه چوب یا فلز بلند عمودی است که در میان آن‌ها به فاصله معیّن، چوب‌ها یا قطعات فلزی افقی کار گذاشته و توسط آن از دیوار، درخت و غیره بالا می‌روند.

نردبانها ابزار ساده‌ای برای دست یابی به ارتفاعات و سطوح بالاتر می‌باشند که اگر از آن‌ها به درستی استفاده و مراقبت نماییم، برای سال‌های زیادی قابل استفاده خواهند بود. نردبانها از مواد اولیه متفاوت مثل چوب یا فلز و در طراحی‌های متنوعی ساخته می‌شوند و در همه اشکال، اندازه‌ها موجود بوده و در صنایع گوناگون نیز موارد استعمال متنوعی دارند.

## خطرات
عمده‌ترین خطر هنگام استفاده از نردبان‌ها، سقوط است که در نتیجه انجام یک سری اعمال و شرایط ناایمن ایجاد می‌گردد که از جمله آن‌ها می‌توان به موارد ذیل اشاره نمود:
1. موقعیت نامناسب نردبان نسبت به محل کار فرد و مصرف‌کننده آن
2. ایستادن فرد بر روی پله‌های بالایی نردبان که منجر به برهم خوردن تعادل وی می‌شود
3. گذاشتن نردبانها بر روی سطح ناپایدار و بی‌ثبات
[۲]

این خطرات در صورتی که کارگران مایل به انجام روش صحیح کار با نردبان بوده و نردبانها نیز در شرایط مطلوب نگاه داشته شوند، به حداقل خواهد رسید. اقدامات زیر باعث کاهش حوادث و جراحات حاصل از نردبانها خواهد گردید:
1. آموزش صحیح
2. بازرسی‌های مداوم
3. نگهداری مناسب و کاربرد صحیح نردبانها

## روش صحیح کاربرد نردبانها
1. قبل از کار کردن با نردبان برای اولین بار، دستورالعمل کارخانه تولیدکننده و قوانین رسمی ایمنی[۳] را مطالعه کنید.
2. در کلیه اموری که در آن‌ها نیاز به کاربرد نردبان می‌باشد، استفاده از نردبانهای محکم و با ثبات بر روی یک سطح صاف توصیه می‌شود.
3. هر نردبان را صرفاً جهت مصارفی که برای آن طراحی شده‌است، مورد استفاده قرار دهید که در این مورد می‌توانیم به پیشنهادها و توصیه‌های کارخانجات تولیدکننده مراجعه نماییم.
4. پایه نردبان را در زاویه‌ای قرار دهید که به ازای هر ۱۰۰ سانتی‌متر طول نردبان، معادل ۲۵ سانتی‌متر از دیوار فاصله داشته باشد (اعداد تقریبی و نسبی هستند)؛ یعنی باید فاصله پای نردبان از پای دیوار، یک چهارم طول نردبان باشد. کلاً می‌توان گفت که زاویه ۷۵ درجه در برابر دیوار عمودی حالت نسبتاً مناسبی برای ایمنی محسوب می‌شود. هشدار: وضعیت پایه نردبان و کیفیت سطح زمین نقش مهمی برای ایمنی بازی می‌کنند.
5. در هر زمان تنها یک نفر مجاز به بالا رفتن از نردبان می‌باشد.
6. برای افزایش طول نردبان نباید آن را روی چیزهای متحرک دیگری قرار داد؛ همچنین هرگز دو نردبان کوتاه را متصل نکرده و به جای نردبان بلند مورد استفاده قرار ندهید.
7. نردبان یکطرفه بیش از ده متر ممنوع است.
8. سطح بالایی نردبان باید حداقل ۱ متر بالاتر از تکیه‌گاه بالایی قرار گیرد.
9. در هنگام حمل و نقل نردبانها، آن‌ها را موازی با سطح زمین و با احتیاط حمل نموده و از سقوط ناگهانی آن‌ها جلوگیری نمایید.
10. افرادی که از نردبانها استفاده می‌کنند باید از کفشهای مقاوم در مقابل سرخوردگی استفاده کنند.
11. همواره از خطوط انتقال نیرو دوری نموده و حداقل ۳ متر از آن‌ها فاصله داشته باشید، اگر ولتاژ بیش از ۵۷۰۰۰ ولت است، فاصله ایمنی ۵ متر می‌باشد و در زمان لازم، ضرورتاً از نردبانهای با ریلهای نارسانا استفاده کنید. در این موقع پوشیدن لباس محافظ و کفش‌های استاندارد دارای مجوز با کفهای لاستیکی نیز الزامی ست.
12. پایه‌های نردبان باید هم سطح بوده و محکم بر روی زمین قرار گیرند. در مواقعی که سطح زمین نرم (سطحی که با قرار گرفتن نردبان روی آن دچار فرورفتگی می‌شود) یا ناهموار است، باید در زیر پایه‌های نردبان، تخته محکم و یکدستی قرار داده شود.
13. برای اثبات امنیت نردبان، آن را قبل از استفاده تست کنید تا مشخص شود که نردبان لق نمی‌زند و روی سطح زمین ثابت است، برای حصول اطمینان از استحکام نردبان، هر دو طرف آن را به دیوار یا تکیه‌گاه ثابت دیگری، تکیه دهید.
14. نردبان را در محلهای پر رفت‌وآمد استفاده نکنید و در صورت لزوم اطراف نردبان را محصور نموده و از ورود افراد متفرقه به این محل ممانعت به عمل آورید.
15. در مواقعی که نردبانها در محل درگاه مورد استفاده قرار می‌دهید، کلیه درهای ورودی در مجاورت محل قرارگیری نردبان را به‌طور موقتی نمایید و در صورتی که در حتماً باید باز بماند یا نردبان باید روی سطحی شیب دار قرار گیرد، از فرد دیگری تقاضا کنید تا در پای نردبان و در کنار آن بایستند تا از واقع شدن تصادف احتمالی جلوگیری شود.
16. محوطه بالایی و پایینی قرارگیری نردبان بایستی تمیز و بدور از هرگونه اشیاء اضافی باشد.
17. نردبان باید طوری قرارگیرد که سطح بالایی آن حداقل ۳ فوت (ا متر) بالاتر از تکیه‌گاه بالایی باشد که این قسمت به عنوان دستگیره‌ای برای پیاده شدن بر روی بام، داربست و… بکار می ورد.[۴]

## وارسی نردبانها
قبل و بعد از هر بار مصرف باید از نردبان بازرسی کرده و از کاربرد نردبان‌های با عیوب عمده بپرهیزیم. پله‌ها باید نشکن باشند، بستها سفت و با اطمینان متصل شده باشند، طنابها و قرقره‌ها و سایر اجزای متحرک به طرز مناسبی کار کنند و… .

اگر بازرسی اولیه ایرادی را نشان دهد، نردبان باید تعمیر گردد و اگر انجام تعمیرات ممکن و عملی نیست یا نتیجه مورد نظر را حاصل نمی‌کند، این نردبان باید کنار گذاشته شود و نردبان جدیدی مورد استفاده قرار گیرد.

همچنین برای جلوگیری از مصرف این نردبانها توسط سایرین، برچسبی بر روی آن چسبانده و معیوب بودن آن را بر روی برچسب ذکر می‌کنیم: سپس نسبت به رفع عیب و نقص و تعویض قسمت‌های فرسوده و خراب نردبان اقدام می‌نماییم.
نگهداری نردبانها باید در شرایط مناسبی صورت گیرد که شامل موارد زیر می‌شود:
1. ایجاد اتصال محکم در تمامی نقاط تماس
2. روغن کاری چرخها، قرقره‌ها، قفل‌ها و پولی‌ها
3. تعویض طناب‌های کهنه و فرسوده
4. تمیز کردن دائمی و روتین آنها
5. انبار کردن آن‌ها در محلی که برای بازرسی و استفاده مجدد به راحتی قابل دسترس باشد.
6. انبار کردن آن‌ها به شیوه‌ای که خطر پایین افتادن و سقوط آن‌ها بر روی افراد وجود نداشته باشد.
7. قبل از مصرف نردبان از سرویس مناسب نردبان‌ها در مواقع مناسب و همچنین از اینکه پله‌های نردبان عاری از روغن، گریس یا سایر مواد لغزنده می‌باشد، اطمینان حاصل کنید

## روش صحیح بالا رفتن از نردبان‌ها
1. قبل از بالا رفتن و استفاده از نردبان از هموار بودن و یکنواختی سطحی که نردبان بر آن قرار می‌گیرد، اطمینان حاصل کنید.
2. در هنگام بالا رفتن از نردبان باید رو به آن بوده و با دستها یکی پس از دیگری آن را گرفت و بالا رفت.
3. هرگز از پشت به نردبان تکیه نکنید.
4. همواره در قسمت مرکزی نردبان بایستید تا تعادل شما حفظ شود و در هنگام بالا رفتن نیز در موقعیتی قرار گیرد که وزنتان به وسط آن وارد شود و سپس به آرامی بالا بروید.
5. همواره باید دست کم سه نقطه تماس مابین نردبان و بدن شخص مصرف‌کننده آن موجود باشد که شامل دو پا و یک دست یا دو دست و یک پا می‌شود.
6. در حین کار بر روی نردبان همواره با یک دست خود، آن را محکم نگاه دارید.
7. هرگز از سه پله بالایی نردبان استفاده نکنید، زیرا در غیر اینصورت تکیه‌گاه مطمئنی نخواهید داشت.
8. در هنگام بالا رفتن از نردبانهای بلند استفاده از کمربند ایمنی توصیه می‌شود که بهتر است این نردبان‌ها به گونه‌ای به ریل بسته شود که تعادل فرد حفظ گردد.
9. در هنگام ایستادن بر روی نردبان، از جابجا کردن یا افزایش طول آن اکیداً خودداری نمایید.

## انواع نردبان ها از لحاظ جنس

### نردبانهای چوبی
این نردبانها باید از چوب با وزن مخصوص بالا (و البته چوبهای بدون لبه‌ها و تراشه‌های تیز) ساخته شوند. به هنگام وارسی چشمی نباید در ظاهر آن‌ها پوسیدگی، ترک خوردگی، شکستگی، نقص‌های حاصل از فشردگی تراکم (گره) یا سایر نقاط ضعف مشاهده شود.

ریلهای نردبان نیز باید سالم و بدون تاب خوردگی باشند. برای مشاهده تغییرات حاصله بر بروی چوب نردبان می‌توان از رنگهای روشن برای رنگ کردن آن‌ها استفاده کرد .

در اغلب نردبانهای چوبی پله‌ها از جنس چوب ساخته می‌شوند. این چوب معمولاً از نوع چوب سخت متراکم همانند چوب درخت بلوط یا درخت گردوی آمریکایی می‌باشد. علت استفاده از این نوع چوبها، استحکام بالای آن‌ها درحالت طبیعی می‌باشد.

### نردبانهای فایبرگلاس
این نردبانها عموماً در طولهای بلندتر در دسترس نمی‌باشند. به دلیل اینکه فایبرگلاس متراکم تر از چوب بوده و به همین دلیل در یک سایز مشابه، نردبان فایبر گلس سنگین تر از نردبان چوبی هم سایز خود می‌باشد .

فایبرگلاس یک محصول بشر ساخت می‌باشد که در حالت خشک نارسانا بوده و جریان الکتریسیته را از خود عبور نمی‌دهد. فایبر گلس در زیر نور خورشید و یادر کنار منابع تولید گرما خشک نشده و پوسته پوسته نمی‌گردد. فایبر گلس از جمله مواد متراکم بوده و نسبت به فلزات گرمای کمتری را هدایت می‌کند، هچنین می‌تواند در برابر تماس کوتاهی با درجه حرارتهای بسیار بالا مقاومت نماید، بدون آنکه ضعفی در ساختار آن پدیدار گردد. سپس بعد از وارد شدن به درجه حرارت اتاق مجدداً تمامی طول اولیه خود را بدست می‌آورد، مگر آنکه در اثر حرارت بالا بسوزد.

### نردبانهای آلومینیومی
نردبانهای آلومینیومی به دو دسته تقسیم می‌شوند که شامل نردبانهای با ریلهای یکپارچه و نردبانهای با ریلهای نواری شکل می‌باشد.
نردبانهای یکپارچه، نوعی از نردبانهای حاوی ریلهای یکپارچه آلومینیومی به همراه پله‌هایی از جنس آلومینیوم می‌باشند که با اتصالاتی در فواصل منظمی به ریلها وصل شده‌اند. پله‌های آلومینیومی عمدتاً به وسیله اتصالات جوشکاری یا توسط یک گیره رابط به ریلها متصل می‌شوند.
اما در صورت استفاده از این روش، پله‌ها هرگز به سهولت شل نخواهند گردید، مگر آنکه ریلها دچار مشکل خاصی گردند که در صورت بروز این مشکل پیشنهاد می‌شود که کل نردبان تعویض گشته و سعی در جابجایی ریلها ننماییم.